# George Caridia
George Aristedes Caridia (Karidias), né le 20 février 1869 à Calcutta et mort le 21 avril 1937 à Londres, est un joueur de tennis britannique d'origine grecque, double médaillé d'argent aux Jeux olympiques d'été de 1908 à Londres en simple indoor et en double indoor (avec George Simond) perdant à chaque fois contre Arthur Gore.
Sa demi-volley était particulièrement efficace en indoor, il a ainsi remporté le championnat gallois indoor à neuf reprises entre 1899 et 1909, jouant à Craigside pendant 20 années consécutives. Il a été demi-finaliste du tournoi de Wimbledon 1903 et finaliste en double en 1904.
Il était agent de change de profession. Il devint plus tard membre du comité de la Wimbledon Lawn Tennis Association.
Il meurt en 1937 et est enterré au cimetière de West Norwood.

## Palmarès (partiel)

### Titres en simple
non connu

### Finale en simple
|   | Date | Nom et lieu du tournoi         | Cat.    | ($) | Surf.          | Vainqueur   | Score         |
| 1 | 1908 | Jeux olympiques d'été, Londres | Olympic | 0   | Parquet (int.) | Arthur Gore | 6-3, 7-5, 6-4 |

### Titres en double
non connu

### Finale en double
|   | Date | Nom et lieu du tournoi         | Cat.    | ($) | Surf.          | Vainqueurs                    | Partenaire    | Score         |
| 1 | 1908 | Jeux olympiques d'été, Londres | Olympic | 0   | Parquet (int.) | Arthur Gore · Herbert Barrett | George Simond | 6-3, 7-5, 6-4 |